# Colobe bai nigérien
Piliocolobus epieni, Piliocolobus pennantii epieni
Espèce
Synonymes
- Piliocolobus pennantii epieni

Statut de conservation UICN

 CR A2cd : 
En danger critique
Le colobe bai nigérien (Piliocolobus epieni) est un primate africain de la famille des Cercopithecidae. C'est une des espèces les plus menacés parmi les primates.

## Description
Le colobe bai nigérien est assez semblable au Piliocolobus pennantii, à la différence qu'il ne possède pas de joue blanche, mais blanche - noire, le dessus de sa tête est olive. Ses membres extérieurs sont roux à l'extérieur et beige vers l'intérieur. Sa queue est en grande partie rousse, sauf le bout.

## Taxonomie
Un temps classifié comme une sous-espèce du colobe bai de Zanzibar sous le nom de  (Piliocolobus pennantii epieni), des découvertes récentes font que la plupart des auteurs le considèrent désormais comme une espèce à part.

## Habitat
Le colobe bai nigérien (Piliocolobus epieni), comme son nom l'indique est originaire d'Afrique de l'Ouest et tout particulièrement du Nigeria. On le retrouve dans l'écozone afrotropicale. On le retrouve au niveau du delta du Niger, et uniquement à l'ouest de celui-ci. L'espèce est limitée au forets marécageuses. Il partage son habitat avec le cercopithecus erythrogaster.

## Menaces et conservation
Le colobe bai nigérien est une des 16 espèces de primates d'Afrique qui a été incluse entre 2000 et 2020 dans la liste des 25 primates les plus menacés au monde (2008 ; 2010 ; 2016 ; 2018).